# Athalia (oratorium)
Athalia – oratorium Georga Friedricha Händla, wystawione 10 lipca 1733 roku w Oksfordzie. 
Jest to trzecie, po "Esther" i "Deborze" angielskie oratorium Händla. Chóry "Athalii" poprzedzają podniosły styl późniejszych oratoriów Händla. Ponadto w "Athalii" kompozytor po raz pierwszy zrezygnował z uwertury francuskiej na rzecz trzyczęściowej uwertury włoskiej. 